# Мелодии любви
«Мелодии любви» — третий альбом  проекта Gulag Tunes российской группы The Vivisectors, выпущенный в 2007 году при посредничестве лейблов «Союз» и Zakat.
На альбоме представлены известные советские песни в различных стилях (шансон, популярная музыка), исполненные в стиле сёрф-рок и вставками из различных кинофильмов.

## Список композиций
- Дельфинёнок — 3:36
- Дура — 2:57
- Маруся отравилась — 4:06
- Бродяга — 2:39
- Моя красавица — 4:14
- Огонёк — 3:27
- Воровка никогда не станет прачкой — 3:09
- Вьюжится от холода ночь — 3:24
- Варяжская — 3:37
- Течёт речечка — 3:45
- На Молдаванке — 4:05
- Показания невиновного — 3:08
- Журавли — 4:15

## Рецензии
Третий альбом «Gulag Tunes» «Мелодии любви» получился более ровным, по всей видимости, записан он бы «за один присест», ну разве что кроме последних двух мелодий — «Показания невиновного» по песне Владимира Шандрикова и «Журавлей». Стоит так же отметить, что на этот диск в основном вошли мелодии, скажем так, не с самой характерной мелодией. Например, «Дельфинёнок» вполне может слушаться как «Иволга в малиннике» и даже «Что такое осень» Юрия Шевчука. Песня «Дура» на поверку больше похожа на розенбаумовскую «Нинку» и т. п. Самая яркая по мелодии советская песня «Огонёк», так сильно любимая в своё время японскими сёрф-рокерами.
 — пишет обозреватель сайта Blatata.com
Обозреватель Звуки.ру Арсений Дмитриев положительно отнёсся к пластинке, которую сравнивал с двумя предшественницами.

## Состав
- Максим Темнов — гитары, аранжировки,
- Михаил «Вивисектор» Антипов — гитары, клавишные, программинг, мастеринг
- Михаил «Гринмен» Смирнов — ударные
- Пахан — А. К. Троицкий